# Harrogate (borough)
Harrogate – dawny dystrykt niemetropolitalny w hrabstwie North Yorkshire w Anglii. Utworzony 1 kwietnia 1974, zlikwidowany 1 kwietnia 2023; włączony do nowo utworzonej jednostki typu unitary authority North Yorkshire.

## Miasta
- Boroughbridge
- Harrogate
- Knaresborough
- Masham
- Pateley Bridge
- Ripon

## Inne miejscowości
Aldborough, Aldfield, Allerton Mauleverer, Angram, Arkendale, Asenby, Askwith, Azerley, Baldersby, Baldersby St James, Beckwithshaw, Bedlam, Bewerley, Bickerton, Bilton, Bilton-in-Ainsty, Birstwith, Bishop Monkton, Bishop Thornton, Blubberhouses, Bouthwaite, Braythorn, Brearton, Bridge Hewick, Burn Bridge, Burnt Yates, Burton Leonard, Calcutt, Castley, Cattal, Colsterdale, Copgrove, Copt Hewick, Cowthorpe, Cundall, Dacre, Darley, Denton, Dishforth, Eavestone, Ellingstring, Farnham, Farnley, Fearby, Felliscliffe, Ferrensby, Fewston, Flaxby, Follifoot, Glasshouses, Goldsborough, Great Ouseburn, Green Hammerton, Grewelthorpe, Hampsthwaite, Healey, Hopperton, Huby, Humberton, Hunsingore, Hutton Conyers, Ingmanthorpe, Killinghall, Kirby Hill, Kirk Deighton, Kirk Hammerton, Kirkby Malzeard, Kirkby Overblow, Langthorpe, Laverton, Leathley, Leighton, Lindley, Little Ouseburn, Little Ribston, Littlethorpe, Lofthouse, Long Marston, Markington, Marton, Marton-le-Moor, Melmerby, Middlesmoor, Middleton Quernhow, Middleton, Milby, Minskip, Moor Monkton, Netherby, New York, Nidd, North Deighton, North Lees, North Rigton, North Stainley, Norton-le-Clay, Nun Monkton, Nunwick, Pannal, Plompton, Rainton, Ramsgill, Ripley, Risplith, Roecliffe, Sawley, Scotton, Scriven, Sharow, Sicklinghall, Skelton on Ure, South Stainley, Spofforth, Stainburn, Starbeck, Staveley, Stean, Studley Roger, Summerbridge, Swinton, Timble, Tockwith, Walshford, Warthermarske, Wath-in-Nidderdale, Wath juxta Ripon, Weeton, Weston, Whixley, Wighill, Wilsill, Winksley.